# دانشکده دندانپزشکی هرمزگان
دانشکده دندانپزشکی دانشگاه علوم پزشکی هرمزگان یکی از دانشکده‌های دندانپزشکی ایران وابسته به دانشگاه علوم پزشکی هرمزگان در بندرعباس است.

## تاریخچه
دانشکده دندانپزشکی هرمزگان در سال ۱۳۸۶ بنیانگذاری شد. هم‌اکنون ریاست این دانشکده را عبدالمهدی عراقی‌زاده برعهده دارد.